# جوناثان بيكر
جوناثان بيكر (بالإنجليزية: Jonathan Baker)‏ هو سائق سباق بريطاني، ولد في 20 ديسمبر 1959.